# トマス・サックヴィル (初代ドーセット伯)
初代ドーセット伯爵トマス・サックヴィル（英語: Thomas Sackville, 1st Earl of Dorset, KG, PC、1536年 - 1608年4月19日）は、イングランドの政治家、廷臣、詩人、貴族。
1558年に庶民院議員として政界入りし、エリザベス朝からステュアート朝初期にかけての宮廷で役職を歴任した。1599年から死去までは大蔵卿を務めた。
1567年にバックハースト男爵、1604年にドーセット伯爵に叙された。ドーセット伯爵(ドーセット公爵)サックヴィル家の貴族としての祖にあたる。

## 経歴
1536年、庶民院議員や財務大臣を務めた政治家リチャード・サックヴィルとその妻ウィニフレッド（旧姓ブリッジス）の間の唯一の男子としてサセックス・ウィジーハム・バックハーストに誕生。父はアン・ブーリンの従兄弟にあたる。
サリントンのグラマースクールで学ぶ。さらにインナー・テンプルで学び、法廷弁護士となる。オックスフォード大学やケンブリッジ大学で学んだとも伝えられるが、確証はない。
メアリー女王時代の1558年にウェストモーランド選挙区から選出されて庶民院議員となった。エリザベス女王時代も1559年にイースト・グリンステッド選挙区から、1563年から1567年にかけてはアリスバリー選挙区から選出されて庶民院議員を務めている。
若いころにはフリーメイソン活動に熱心で1561年から1567年にかけてグランドマスターを務めた。
1567年にはエリザベス女王よりネーデルラント大使に任じられた。また貴族院におけるプロテスタント党派を強化しようというエリザベス女王の目論見から1567年6月にはバックハースト男爵に叙されて貴族院議員に列した。
1582年から1586年にかけては枢密顧問官を務める。1571年から1572年の第4代ノーフォーク公トマス・ハワードの裁判、1586年のアンソニー・バビントンの裁判、1589年の第20代アランデル伯フィリップ・ハワードの裁判などに裁判官の一人として参加している。1586年のスコットランド元女王メアリー・ステュアートの裁判でも裁判官に任命され、メアリーに死刑宣告を伝達する役割を果たした。
1586年から死去までサセックス統監を務め、1591年から死去までオックスフォード大学総長を務めた。
1588年に政敵の初代レスター伯ロバート・ダドリーが死去したことにより女王の彼への信頼を妨げるものがなくなり、出世が早まった。1588年12月には教会問題コミッショナーに任じられ、1589年4月にはガーター騎士団のナイトに叙されるとともにウィンザーに置かれて外交問題を担当した。1589年にはネーデルラントの大使館に派遣され、ついで1591年のフランスとの条約締結の際には女王名代の一人として条約にサインをしている。
1591年に大法官クリストファー・ハットンが死去するとそのポストが委員会制になり、彼は委員の一人となった。1598年8月に大蔵卿初代バーリー男爵ウィリアム・セシルが死去すると1599年に代わって大蔵卿に就任した。
1601年の第2代エセックス伯ロバート・デヴァルーの裁判の際には大家令を務めた。
エリザベスが崩御してジェームズ1世が即位した後も重用され、1604年にはドーセット伯に叙された。
1608年4月19日にロンドン・ホワイトホールでの枢密院会議中に突然死した。爵位は長男のロバートが継承した。

## 人物
青壮年期には詩作を多くし、1561年にはトマス・ノートンとの合作でブランクヴァース(無韻詩)による最初の英語の詩『ゴーボダックの悲劇』（Tragedy of Gorbodac）を著した。他にも『役人の鏡』（A Mirror for Magistrates、1563年）等を著した。

## 栄典

### 爵位
1567年6月8日に以下の爵位を新規に与えられる。
- サセックス州におけるバックハーストの初代バックハースト男爵 (1st Baron Buckhurst, of Buckhurst in the County of Sussex)
(勅許状によるイングランド貴族爵位)

1604年3月13日に以下の爵位を新規に与えられる。
- 初代ドーセット伯爵 (1st Earl of Dorset)
(勅許状によるイングランド貴族爵位)

### 勲章
1589年4月24日、ガーター騎士団(勲章)ナイト(KG)。

## 家族
庶民院議長を務めた政治家サー・ジョン・ベイカーの娘セシリー・ベイカーと結婚。彼女との間に以下の4男3女を儲けた。
- 長男ロバート・サックヴィル（英語版） (1561-1609) 第2代ドーセット伯位を継承
- 次男ヘンリー・サックヴィル (生没年不詳)
- 三男ウィリアム・サックヴィル (1570-1591)
- 四男トマス・サックヴィル (生没年不詳)
- 長女アン・サックヴィル (生没年不詳) サー・ヘンリー・グルマムと結婚
- 次女ジェーン・サックヴィル (生没年不詳) 第2代モンタギュー子爵（英語版）アンソニー・マリア・ブラウン（英語版）と結婚
- 三女メアリー・サックヴィル (生没年不詳) 第9代バーガヴェニー男爵（英語版）ヘンリー・ネヴィル（英語版）と結婚